# 李惲
李 惲（り こん、生年不詳 - 上元元年12月8日（675年1月9日））は、中国の唐の太宗李世民の七男。蒋王に立てられた。

## 経歴
李世民と王氏の間に生まれた。
貞観5年（631年）、郯王に封じられた。貞観8年（634年）、洺州刺史に任じられた。貞観10年（636年）、蒋王に改封され、安州都督に任じられて、実封800戸を受けた。貞観23年（649年）、実封1000戸を加えられた。永徽3年（652年）、梁州都督に移された。
李惲は器物の造作や服飾を楽しみ、車は400両を所有して、州県を通るたびに護衛のため騒然としていた。そのため役人が訴えて奏上したが、高宗は不問に付した。のちに遂州刺史・相州刺史を歴任した。上元元年（674年）、箕州刺史に転じた。
ときに録事参軍の張君徹が李惲の謀反を誣告したため、高宗の使者が取り調べに来ると、李惲は恐れて自殺した。高宗が謀反の実態のないことを知ると、張君徹を斬り、李惲に司空・荊州大都督の位を追贈し、昭陵に陪葬した。
子に李煒・李煌・李休道があった。李煒ははじめ汝南郡王となり、李惲が亡くなると、蒋王の位を継いだ。武則天のために殺害された。李惲の子の李煌と孫の李承祖は蔡国公に封ぜられた。

## 伝記資料
- 『旧唐書』巻76 列伝第26「蒋王惲伝」
- 『新唐書』巻80 列伝第5「蒋王惲伝」